# ビルトモア・エステート
ビルトモア・エステート（英: Biltmore Estate）は、1889年から1895年にかけてアシュビル（ノースカロライナ州）の近くにジョージ・ワシントン・ヴァンダービルト2世（1862年 - 1914年）によって建てられた、ルネッサンス形式の大邸宅である。床面積は175,000平方フィート (16,300m2) 、部屋数は255で、アメリカ合衆国で最も大きな個人邸宅である。金ぴか時代の象徴の一つとされており、ヴァンダービルトの子孫のうちの1人によって今もなお所有されている。2007年、アメリカ建築家協会が実施したランキング (America's Favorite Architecture) で第8位に選ばれる。

## 歴史
1880年代の金ぴか時代の全盛期、ウィリアム・ヘンリー・ヴァンダービルト（1821年 - 1885年）とマリア・ルイザ・キッサム・ヴァンダービルト (1821年 - 1896年) の末っ子であるジョージ・ワシントン・ヴァンダービルト2世は、ノースカロライナ州アッシュヴィルに母親と定期的に訪れ始める。ちょうどその頃、彼の兄と姉妹が豪華なサマーハウスをロードアイランド州ニューポート、ニューヨーク州ハイドパークに建設し、彼はアッシュビルの風景と気候がとても気に入り夏に住むことに決め、ここを『リトル・マウンテン・エスケープ』と呼び、ヨーロッパ建築を模すことにする。この時点でヴァンダービルトは森林を含む4,100haに及ぶ広大な敷地を所有していた。彼は以前ヴァンダービルト一家の様々な家を設計したリチャード・モリス・ハントにブロワ城を含むいくつかのロワール渓谷の城をモチーフにを設計するよう依頼。最善を尽くしてフレデリック・ロー・オルムステッドも雇用し、田園的な3マイル (5km) のアプローチを含む敷地を設計。このプロジェクトにおいてオルムステッドはギフォード・ピンショー (Gifford Pinchot) という若手を森林管理の責任者に任命し二人で森林の科学的な調査を行った。彼らは単一種のみの植栽や大規模な伐採を制限し森林の多様性を維持しようとした。二人の仕事はその後の森林管理のあり方に大きく影響を与えた。合衆国政府に初めて森林局ができた際、ピンショーは初代局長となった。このプロジェクトにおいて二人は二つの重要なアイデアを提示した。一つは森林の科学的調査であり、もう一つは森林の多面的な利用である。彼らは動植物を保全するとともに、レクリエーション用地の提供と水源の維持、大気の浄化、木材の生産などを同時に達成しようとしたのである。また、後にアメリカで初の林業教育プログラムを確立したカール・シェンクも森林を管理するために雇われ、1898年に敷地内のビルトモア森林学校を開校。独自に科学的林業プログラム、養鶏場、牛飼育場、養豚場、乳製品販売店を建築、独立村（現在のビルトモア・ヴィレッジ）として教会も含む。ヴァンダービルト一家は華やかな場所にしようと国を越えて家族や友人を招待。著名客には作家のイーディス・ウォートン、小説家のヘンリー・ジェイムズ、大統領のウィリアム・マッキンリー、ウッドロウ・ウィルソン、リチャード・ニクソン、そしてイギリスのチャールズ3世などがいる。
彼は家業や投資にほとんど注意を払わず、ビルトモア・エステートの建設および維持が彼の遺産の多くを減少させたと考えられている。彼が1914年に緊急の虫垂切除術から合併症で亡くなり、妻のイーディス・ヴァンダービルトは連邦政府に彼の遺言通り保全を条件に125,000エーカー (507km2) のうち85,000エーカーを売却し、ピンショー国有林の中心となる。
ビルトモア・エステートは現在約8,000エーカー (32km2) の広さでフレンチ・ブロード川により半分に分断される。ジョージ・ワシントン・ヴァンダービルト2世の曾孫であるウィリアム・A・V・セシル経営のビルトモア・カンパニーによって所有される。1964年、アメリカ合衆国国定歴史建造物に認定。酪農場はビルトモア・ファームとしてウイリアム・セシルの弟ジョージ・H・V・セシルに分割され、前の酪農小屋はビルトモア・ワイナリーとなった。

## 観光名所
世界恐慌による経済を強めようとして、ヴァンダービルトの唯一の子、コーネリア・ストイフェサント・ヴァンダービルトと彼女の夫、ジョン・アマースト・セシルは1930年3月にビルトモア・ハウスを一般に公開。ヴァンダービルト一家は1956年までそこで生活をし、住宅博物館として一般に公開。世界中からの来客は70,000ガロン（265立方メートル）の屋内プール、ボウリング場、当時の運動器具、2階建の図書館、美術品や家具や19世紀には珍しかったエレベーターや強制的空気暖房、中央で制御される時計や火災報知器やインターホンシステムなどに満たされた部屋に驚嘆させられる。毎年100万人以上の訪問客があり、ノースカロライナ州西部の主な観光名所となっている。
ビルトモア・ハウスの他、敷地内にはおよそ75エーカー（30ヘクタール）のフォーマルな庭園やワイナリーなどがある。ホテルは213室あり、AAA（アメリカ自動車協会）で四つ星の評価を受けている。
『ルイ15世の部屋』は修復の後、2009年に一般公開された。2012年には『オークの部屋』と2階のリビング・ホールの修復が計画されている。

## 参照
Largest Historic Homes in the United States (英語)

## 映画
いくつかのメジャー映画のロケで使用された。
- 二重誘拐 The Clearing (2002年)
- ハンニバル Hannibal (2001年)
- パッチ・アダムス Patch Adams (1998年)
- 元大統領危機一発/プレジデント・クライシス My Fellow Americans (1996年)
- リッチー・リッチ Richie Rich (1994年)
- フォレスト・ガンプ/一期一会 Forrest Gump (1994年)
- ラスト・オブ・モヒカン Last of the Mohicans (1992年)
- Mr. デスティニー Mr. Destiny (1990年)
- ルトガー・ハウアー 孤高の戦士 A Breed Apart (1984年)
- 大逆転 Trading Places (1983年)
- The Private Eyes (1981年)
- チャンス Being There (1979年)
- 白鳥 The Swan (1956年)
- 愛と血の大地 Tap Roots (1948年)